# Paul McShane (rugby à XIII)

a Compétitions nationales et continentales officielles uniquement.

b Matchs officiels uniquement.
Paul McShane, né le 19 novembre 1989 à Leeds (Angleterre), est un joueur de rugby à XIII anglais évoluant au poste de talonneur ou de demi de mêlée. Il fait ses débuts en Super League avec les Rhinos de Leeds lors de la saison 2009. Il effectue également deux prêts en 2010 à Hull FC et en 2012 à Widnes avant de rejoindre en 2014 Wakefield puis en 2015 Castleford.

## Biographie
Paul McShane était capitaine de l'équipe de rugby scolaire de Merlyn Rees  avant de rejoindre l'académie de Leeds en 2006 d'Hunslet. Nommé meilleur joueur de l'académie en 2007, il signe un contrat de cinq ans avec Leeds en juillet 2018. Il reste cinq saisons dans ce club entrecoupés de prêts à Hull FC en 2010 et Widnes en 2012. Il ne parviendra jamais à devenir titulaire à Leeds barré par Matt Diskin, Danny Buderus ou Rob Burrow, et occupant bien souvent le rôle de remplaçant. Il ne participe à aucune des six finales de Super League et de Coupe d'Angleterre que dispute Leeds durant ces cinq saisons. En revanche, il prend part au World Club Challenge en 2012 remporté contre Manly-Warringah en 2012 et en 2013 perdue 14-18 contre Melbourne.
Il décide en 2014 de rejoindre Wakefield qui lui garantit une place de titulaire au poste de talonneur à la place de Paul Aiton parti à Leeds. Auteur de deux saisons régulières malgré un classement dans les dernières places de Wakefield, McShane donne la pleine mesure de son talent.
En 2015, il rejoint cette fois Castleford. Il devient alors une référence au poste de talonneur en Super League. Titulaire au poste de talonneur, il y atteint la finale de la Super League en 2017 et est prolongé.

## Palmarès
- Collectif :
  - Vainqueur du World Club Challenge : 2012 (Leeds)
  - Vainqueur de la Super League : 2009[1], 2011[1] et 2012[1] (Leeds)
  - Finaliste de la Super League : 2017 (Castleford)
  - Finaliste de la Coupe d'Angleterre : 2010[1], 2011[1] et 2012[1] (Leeds)

- Individuel :
  - Meilleur joueur de la Super League : 2020 (Castleford).